# Pio Iorio
Pio Iorio, a volte anche Jorio, (L'Aquila, 12 ottobre 1904 – L'Aquila, 1992) è stato uno scultore e pittore italiano.

## Biografia
Nato all'Aquila nel 1904, studiò nella sua città le discipline artistiche, come allievo di Sabatino Tarquini e poi di Giovanni Feneziani. A causa della leva militare si trasferì temporaneamente a Roma, dove apprese nozioni dalle correnti artistiche lì presenti. Dopo la fine del servizio tornò all'Aquila e lì, nel 1944, subito dopo la liberazione della città dai nazifascisti, fu tra i fondatori del "Gruppo Artisti Aquilani", insieme, tra gli altri, ad Amleto Cencioni e Fulvio Muzi. Dopo la guerra fu anche tra i riorganizzatori degli spazi interni del Forte spagnolo, per l'allestimento del Museo nazionale d'Abruzzo. Morì nella sua città natale nel 1992.